# Morad Bouchakour
Hadji Morad Bouchakour (Brussel, 8 november 1965) is een fotograaf. 
Hij werd opgeleid aan de Koninklijke Academie van Beeldende Kunsten in Den Haag (examen in 1995).
Bouchakour heeft gewerkt in New York en sinds 1997 is hij gevestigd in Amsterdam. 
Eind 2004 was hij samen met Hanneke Groenteman gastconservator in het Museum Maassluis.

## Prijzen
- Joop Swart World Press Photo Masterclass, 1996
- PANL Award (Photographer Association of the Netherlands), 1999
- Zilveren Camera, 2000, categorie documentair
- PARTY! Solo exhibition at the Rijksmuseum, 2002 ( Document Holland, NRC )

## Boeken
- M Bouchakour: Party! in the Netherlands/Nederland viert feest, uitgave bij de tentoonstelling Feest!, 2002-2003, in het Rijksmuseum Amsterdam op basis van de opdracht Document Nederland, 2002.
- M Bouchakour: Menhattan, 2008.
- M Bouchakour: No Pain no Gain, 2009.
- M Bouchakour: Frankemaheerd 2 , 2010.
- M Bouchakour: Peking Dog, 2013.
- M Bouchakour: Bye Bye Portfolio, 2016.

- Gemeinsame Normdatei: 13358349X
- International Standard Name Identifier: 0000 0000 7879 8877
- Library of Congress Control Number: no2003119218
- Nederlandse Thesaurus van Auteursnamen: 242150306
- PIC: 333977
- RKD-Nederlands Instituut voor Kunstgeschiedenis: 106218
- Virtual International Authority File: 26764821
- WorldCat: E39PBJkCXVv9QXb3T4wTwvYtrq